# Герберт Кремер
Герберт Кремер (нім. Herbert Krömer; нар. 25 серпня 1928, Веймар, Німеччина — 8 березня 2024) — німецький фізик, лауреат Нобелівської премії з фізики. Половина премії за 2000 р., спільно з Жоресом Алфьоровим, «за розробку напівпровідникових гетероструктур, використовуваних у високочастотній і оптоелектроніці». Другу половину премії присудили Джеку Кілбі «за внесок у винахід інтегральних схем».

## Біографія
Після закінчення курсів підготовки до університету (Abitur), Герберт Кремер розпочинає вивчати фізику в Йенському університеті, де крім іншого відвідував лекції Фрідріха Гунда. Під час блокади Берліна Кремер перебував на практиці в Берліні і скористався можливістю для втечі на захід. Після цього він продовжив навчання в Геттінгенському університеті. У 1952 р. він захистив дисертацію в галузі теоретичної фізики на тему ефекту гарячих електрон ів в транзистор ах. Після цього Кремер працював «прикладним теоретиком», як він сам себе називав, в технічному центрі радіомовлення німецької федеральної пошти. У 1954 р. він переїхав в США і працював там в різних дослідницьких установах в Прінстоні і Пало Альто. З 1968 по 1976 Кремер викладає в університеті Колорадо як професор, а потім перейшов в Каліфорнійський університет в Санта-Барбарі.

## Досягнення
Герберт Кремер ніколи не працював у «модних» галузях фізики. Він обирав області, значення яких ставало ясним тільки через багато років. Наприклад, він опублікував у 1950-х роках роботи про основи біполярного транзистора на основі гетероструктур, який міг працювати в гігагерцовому діапазоні частот. У 1963 р. він розробив принципи лазерів на подвійних гетероструктурах — основі напівпровідникових лазерів. Обидві ці роботи на багато років випередили свій час, і знайшли застосування тільки в 1980-х роках, з розвитком епітаксії.
Під час перебування в Санта-Барбарі він змістив свої інтереси в експериментальну область. Наприклад, в 1970-ті роки Кремер брав участь у розробці молекулярної епітаксії, причому він вивчав нові комбінації матеріалів, такі як GaP і GaAs на кремнієвій підкладці. Після 1985 р. інтереси Кремера змістилися до комбінацій InAs, GaSb і AlSb.
У 2000 році йому присуджено Нобелівську премію з фізики спільно з Жоресом Алфьоровим і Джеком Кілбі.

## Нагороди
- Нагорода імені Дж. Дж. Еберс, від IEEE, 1973
- Медаль імені Генріха Велкер від міжнародного симпозіуму з GaAs і схожих сполук, 1982
- Заслужений лектор від суспільства електронних пристроїв IEEE, 1983
- Нагорода Джека Мортона від IEEE, 1986
- Дослідницька премія імені Александера фон Гумбольдта, 1994
- Нобелівська премія з фізики, 2000